# 9208 Takanotoshi
9208 Takanotoshi è un asteroide della fascia principale. Scoperto nel 1994, presenta un'orbita caratterizzata da un semiasse maggiore pari a 2,7424646 UA e da un'eccentricità di 0,0995768, inclinata di 10,42952° rispetto all'eclittica.